# Engelberto Augusto d'Arenberg
Engelberto Augusto d'Arenberg, VIII duca d'Arenberg, XIV duca di Aarschot e Mappen, principe del Sacro Romano Impero (Bruxelles, 11 maggio 1824 – Castello di Arenberg, 28 marzo 1875), è stato un nobile e politico belga naturalizzato tedesco.

## Biografia

### Giovinezza e matrimonio
Figlio del settimo duca Prospero Luigi d'Arenberg, nel 1868 sposò la cugina Maria Eleonora d'Arenberg (morta il 28 novembre 1919), con cui ebbe tre figlie e due figli.

### Duca d'Arenberg
Importante patrono delle arti, fu l'ultimo duca ad avere dei possedimenti in Germania, poiché li perse a causa della unificazione della Germania. Sedette dal 1861 nella Camera dei signori di Prussia.

### Morte
Il Duca morì il 28 marzo 1875 al Castello di Arenberg.

## Discendenza
Il duca Engelberto Augusto e Maria Eleonora d'Arenberg ebbero tre figlie e due figli:
- Maria (29 giugno 1870 – 6 settembre 1953)
- Sofia (26 luglio 1871 – 29 maggio 1961)
- Engelberto Maria (10 agosto 1872 – 15 gennaio 1949), nono duca d'Aremberg
- Maria Salvatore (26 aprile 1874 – 9 maggio 1956)
- Carlo Prospero (12 maggio 1875 – 2 agosto 1948)

## Ascendenza
|                                         |                                   |                                       | Genitori                                                   |  |  | Nonni |  |  | Bisnonni                         |  |  | Trisnonni                   |  |
|                                         |                                   |                                       |                                                            |  |  |       |  |  | Charles-Marie-Raymond d'Arenberg |  |  | Léopold-Philippe d'Arenberg |  |
|                                         |                                   |                                       |                                                            |  |  |       |  |  | Charles-Marie-Raymond d'Arenberg |  |  | Léopold-Philippe d'Arenberg |  |
|                                         |                                   | Maria Francesca Pignatelli            |                                                            |  |  |       |  |  | Charles-Marie-Raymond d'Arenberg |  |  |                             |  |
| Louis-Engelbert d'Arenberg              |                                   |                                       |                                                            |  |  |       |  |  | Charles-Marie-Raymond d'Arenberg |  |  |                             |  |
|                                         |                                   | Louise Marguerite de La Marck         | Louis Engelbert de La Marck                                |  |  |       |  |  |                                  |  |  |                             |  |
|                                         |                                   | Louise Marguerite de La Marck         | Louis Engelbert de La Marck                                |  |  |       |  |  |                                  |  |  |                             |  |
|                                         |                                   | Louise Marguerite de La Marck         | Marie Anne Hyacinthe de Visdelou                           |  |  |       |  |  |                                  |  |  |                             |  |
| Prosper-Louis d'Arenberg                |                                   | Louise Marguerite de La Marck         |                                                            |  |  |       |  |  |                                  |  |  |                             |  |
|                                         |                                   | Louis-Léon de Brancas                 | Louis II de Brancas                                        |  |  |       |  |  |                                  |  |  |                             |  |
|                                         |                                   | Louis-Léon de Brancas                 | Louis II de Brancas                                        |  |  |       |  |  |                                  |  |  |                             |  |
|                                         |                                   | Louis-Léon de Brancas                 | Adelaide Geneviève d'O                                     |  |  |       |  |  |                                  |  |  |                             |  |
| Louise Antoinette de Brancas-Villars    |                                   | Louis-Léon de Brancas                 |                                                            |  |  |       |  |  |                                  |  |  |                             |  |
|                                         |                                   | Elisabeth Pauline de Gand-Vilain      | Alexandre de Gand-Vilain                                   |  |  |       |  |  |                                  |  |  |                             |  |
|                                         |                                   | Elisabeth Pauline de Gand-Vilain      | Alexandre de Gand-Vilain                                   |  |  |       |  |  |                                  |  |  |                             |  |
|                                         |                                   | Elisabeth Pauline de Gand-Vilain      | Elisabeth Pauline Marguerite Francoise de La Rochefoucauld |  |  |       |  |  |                                  |  |  |                             |  |
| Engelbert-Auguste d'Arenberg            |                                   | Elisabeth Pauline de Gand-Vilain      |                                                            |  |  |       |  |  |                                  |  |  |                             |  |
|                                         | August Anton Joseph von Lobkowitz | Johann Georg Christian von Lobkowitz  |                                                            |  |  |       |  |  |                                  |  |  |                             |  |
|                                         | August Anton Joseph von Lobkowitz | Johann Georg Christian von Lobkowitz  |                                                            |  |  |       |  |  |                                  |  |  |                             |  |
|                                         | August Anton Joseph von Lobkowitz | Maria Henriette von Waldstein         |                                                            |  |  |       |  |  |                                  |  |  |                             |  |
| Anton Isidor von Lobkowicz              | August Anton Joseph von Lobkowitz |                                       |                                                            |  |  |       |  |  |                                  |  |  |                             |  |
|                                         |                                   | Ludmila Josefa Czernin von Chudenic   | František Antonín Czernin z Chudenic                       |  |  |       |  |  |                                  |  |  |                             |  |
|                                         |                                   | Ludmila Josefa Czernin von Chudenic   | František Antonín Czernin z Chudenic                       |  |  |       |  |  |                                  |  |  |                             |  |
|                                         |                                   | Ludmila Josefa Czernin von Chudenic   | Isabelle Jean Marie de Merode                              |  |  |       |  |  |                                  |  |  |                             |  |
| Ludmilla von Lobkowicz                  |                                   | Ludmila Josefa Czernin von Chudenic   |                                                            |  |  |       |  |  |                                  |  |  |                             |  |
|                                         |                                   | Joseph Kinsky von Wchinitz und Tettau | Franz de Paula Ulrich Kinsky von Wchinitz und Tettau       |  |  |       |  |  |                                  |  |  |                             |  |
|                                         |                                   | Joseph Kinsky von Wchinitz und Tettau | Franz de Paula Ulrich Kinsky von Wchinitz und Tettau       |  |  |       |  |  |                                  |  |  |                             |  |
|                                         |                                   | Joseph Kinsky von Wchinitz und Tettau | Maria Sidonie von Hohenzollern-Hechingen                   |  |  |       |  |  |                                  |  |  |                             |  |
| Maria Sidonia Kinská z Vchynic a Tetova |                                   | Joseph Kinsky von Wchinitz und Tettau |                                                            |  |  |       |  |  |                                  |  |  |                             |  |
|                                         |                                   | Rosa von Harrach                      | Ferdinand Bonaventura von Harrach                          |  |  |       |  |  |                                  |  |  |                             |  |
|                                         |                                   | Rosa von Harrach                      | Ferdinand Bonaventura von Harrach                          |  |  |       |  |  |                                  |  |  |                             |  |
|                                         |                                   | Rosa von Harrach                      | Maria Rosa von Harrach-Rohrau                              |  |  |       |  |  |                                  |  |  |                             |  |
|                                         |                                   | Rosa von Harrach                      |                                                            |  |  |       |  |  |                                  |  |  |                             |  |